# История Владимирской области
История Владимирской области — история территории Владимирской области России (Руси), в различный период времени.
Владимирская область, ранее Владимирский край, Владимирская земля исторически входит в регион Залесья или Верхнего Поволжья.

## Древность
Древнейшие следы пребывания человека относятся к верхнему палеолиту. Найденные стоянки человека верхнего палеолита (около 34 тысяч лет назад) в местности Сунгирь говорят о заселённости владимирской земли с древнейших времён. У палеолитических образцов Sunghir 1, Sunghir 2, Sunghir 3 и Sunghir 4 (34,6—33,7 тысячи лет назад) определена Y-хромосомная гаплогруппа C1a2 (субклад C1a2-Y37006* у Сунгирь 4; субклад C1a2-Y37020 у Сунгирь 2 и 3). У образца Sunghir 1 определена митохондриальная гаплогруппа U8c, у остальных — митохондриальная гаплогруппа U2 (субклад U2f2). Также к верхнему палеолиту относятся Карачаровская стоянка под Муромом и стоянка Русаниха в черте современного Владимира.
В эпоху неолита здесь обитали племена волосовской культуры (Панфиловская стоянка), в эпоху бронзы — племена скотоводов фатьяновской культуры.
По селу Поздняково получила поздняковская культура, распространённая в бассейнах рек Оки и Клязьмы с середины 2-го тысячелетия по начало 1-го тысячелетия до нашей эры.
Археологические раскопки Мурома и других поселений рассказывают нам и о финно-угорских корнях этих земель. Территорию области населяли мурома и меря (предки современных марийцев). Юг области населяла мещера. Наиболее ранние в Среднем Поволжье лунничные височные кольца, близкие к арефинскому типу, происходят из захоронений в грунтовых могильниках VIII—IX веков.
С IX века c северо-запада (из Гардарики) началась миграция славянских племён, сопровождающаяся ассимиляцией местного мерянского населения. Славяне двигались с Новгородской земли вдоль рек, используя ладьи. Во многом эта миграция стала возможной благодаря Волжскому торговому пути, который освоили варяги. Их продвижение фиксируется появлением курганных захоронений и кремацией трупов. Эти племена мигрировали вместе с женским населением, о чём свидетельствуют браслетообразные височные кольца (характерная черта кривичей). Миграция носила также мирный характер, поскольку вокруг сёл не возводилось фортификационных сооружений. В отличие от местных племён, славяне сделали земледелие основой своего хозяйства. В. М. Горюнова отмечала присутствие в Гнездилове под Суздалем керамики первой половины X века, сходной с западнославянской керамикой типа Фельдберг и Менкендорф.
В селе Кибол под Суздалем древнейший культурный слой с лепной керамикой относится к концу X века. В Тарбаево найден сребреник типа I Владимира Святославича, несущий на лицевой стороне погрудное изображение князя с трезубцем над левым плечом.
Трансформация погребального обряда конце X — начале XI века свидетельствует о появлении нового населения в Нижнем Поочье. Фиксируются захоронения с синкретическим погребальным обрядом и инвентарём, демонстрирующие процессы ассимиляции местного населения и вовлечения его в орбиту Древнерусского государства.
При киевском князе Владимире Святославовиче территория современной Владимирской области вошла в состав Древнерусского государства. В 988 году на княжение в Муроме был посажен князь Глеб Владимирович.
Важным христианским центром становится Суздаль, однако принятие новой веры наталкивалось на сопротивление жреческой верхушки местных жителей, что привело к антихристианскому восстанию 1024 года.
По данным археологических раскопок, в третьей четверти XI века в Суздале среди его обитателей появилась группа дружинников скандинавского происхождения. В это время в Суздале жил знатный варяг, ростовский тысяцкий Георгий Шимонович (сын Шимона Африкановича).
В 1096 году князь Мстислав Владимирович, сидя в Суздале «распусти дружину по сёлам». По-видимому, этими сёлами являлись селища с расположенными вблизи них курганными могильниками — Новосёлки (Новосёлка Нерльская), Кидекша, Васильки (Васильково), Сельцо, Весь, Гнездилово. В 1097 году Мстислав разбил близ Суздаля Олега Святославича.
В 1108 году Владимир Мономах строит город Владимир на Клязьме.
В 1127 году черниговский князь Ярослав Святославич учреждает в Муроме отдельное государственное образование, составившее основу Рязанской земли.

## Владимирское княжество

Владимиро-Суздальское княжество в XIII веке

Владимирское великое княжество (1157—1362) образовалось в связи с переносом великим князем Андреем Боголюбским столицы Ростово-Суздальского княжества во Владимир-на-Клязьме. В городе возводится один из шедевров древнерусской архитектуры Успенский собор и Покрова на Нерли церковь. Возникают города Юрьев-Польский, Гороховец, Стародуб-на-Клязьме, Мстиславль, княжеские резиденции Кидекша и Боголюбово. Серединой XII века датируется пластинка с надписью, найденная в северном нефе Успенского собора.
При заселении Северо-Восточной Руси на территорию Владимирского княжества в Ополье переселилась часть чёрных клобуков, в основном берендеев, образовав полуавтономное государство, известное под названием «Берендеево царство».
В 1159 году владимирский князь Андрей отнимает у новгородцев Волок Ламский, в 1169 году совместно со смолянами и половцами захватывает Киев, но в 1170 году терпит поражение от новгородцев. В состав Владимирской земли входили территории Вологодской, Московской, Тверской и Ярославской областей.
В 1176 году вблизи Юрьева произошла междоусобная битва между владимирцами и ростовцами у рек Липица и Гза, в которой победу одержал брат и преемник Андрея Боголюбского Всеволод Юрьевич Большое Гнездо. Под предводительством князя Всеволода владимирцы воевали против волжских булгар, мордвы, Рязанского княжества. Всеволод Юрьевич продолжил линию своего брата по созданию культурных ценностей. При нём был построен Дмитриевский собор.
На селище Чаадаево-5 у села Чаадаево найдены стилосы (писа́ла), детали книжных переплётов, более 10 пломб дрогичинского типа. На Семьинском городище к юго-востоку от села Семьинское (Юрьев-Польский район) на левом берегу реки Ко́локши найден стиль-писа́ло типа 4. Гончарные клейма с геометрическим рисунком «вращающиеся» колёса с Семьинского городища датируются XII — первой половиной XIII века. Семьинский курганный могильник 1 XI—XIII веков, находящийся в 2 км к северу-востоку от села Новое, содержал трупоположение с западной ориентировкой, характерной для славян. Курганный могильник на Пужаловой горе в Гороховце известен как один из самых восточных курганных памятников и маркирует восточную окраину территории распространения курганного обряда средневековой Руси в XII веке.
«Летописец Переяславля Суздальского» под 1214 годом упоминает засуху, которая привела к великому голоду в Северо-Восточной Руси, где «много зла сотворися».
Междоусоубная Липицкая битва произошла в 1216 году неподалёку от Юрьева-Польского вблизи реки Гзы и закончилась победой возглавляемой Мстиславом Мстиславичем Удатным смоленско-новгородской коалиции, поддержавшей претензии Константина Всеволодовича на владимирский престол. Возможно, Ярославу Всеволодовичу принадлежит шлем и кольчуга, брошенные им при бегстве с места Липицкой битвы и найденные близ реки Колокши у села Лыкова.
У найденного вместе с палеолитическими останками в Сунгири средневекового образца Sunghir 6 (фрагмент нижней челюсти) возрастом 730—850 л. н. определена Y-хромосомная гаплогруппа I2a1b2 («динарский» субклад I2a1b2a1a-CTS10228 (Din)>I2a1b2a1a1a1a3-A16681>A16681*) и митохондриальная гаплогруппа W3a1 (субклад W3a1f*).

## Монголо-татарское нашествие и иго
Сильное разорение испытала Владимирская земля от татаро-монгольского нашествия XIII века. В январе 1238 года на территории Владимирской области состоялось сражение рязанского воеводы Евпатия Коловрата с монголами. 23 февраля 1238 года Владимир-Залесский был захвачен полчищами Батыя и сожжён. Археологами было найдено место массовой гибели горожан от холодного оружия. В радиусе 80 метров от него нашли следы древнерусских усадеб со следами пожара. Выборка из санитарных погребений на улице Златовратского во Владимире по морфологическим признакам не находит аналогов ни среди синхронного городского, ни среди сельского населения соседних территорий, ни среди кривичей и, возможно, происходит с территории Верхнего Поднепровья.
В марте 1238 года последовала битва на реке Сити, в ходе которой погиб владимирский князь Юрий Всеволодович. Владимирский престол занял брат погибшего Ярослав Всеволодович. В 1243 году он отправился в Орду на поклон к монгольскому хану и получил от него ярлык на княжение. Таким образом, Владимирская земля стала протекторатом Золотой Орды. В 1257 году татары произвели перепись населения и обложили население края данью. Однако местное население не смирилось с игом и в 1262 году подняло антитатарское восстание. При сыне Ярослава знаменитом Александре Невском протатарская политика местной знати была продолжена, что способствовало укреплению Владимирского княжества, но вместе с тем продолжилось и его дробление. Из него выделились ряд «удельных» княжеств, в том числе Московское и Тверское. В 1293 году на Владимирщину пришла Дюденева рать.
В 1274 году во Владимире прошёл церковный собор.
В 1299 году резиденция митрополита Всея Руси Константинопольской православной церкви была перенесена из Киева во Владимир-на-Клязьме, а в 1325 году — в Москву (перенос кафедры утверждён константинопольским патриаршим Синодом 1354 года).
У образцов из захоронения 7 раскопа 2 (ex.2) в Патриаршем саду Владимира у реки Клязьма, датируемых XIII—XIV вв., определили Y-хромосомную гаплогруппу R1a1a1b1a1-M458>R1a1a1b1a1a1c1-L1029 и митохондриальную гаплогруппу H6c1 (образец № 7). У образца № 26 определили Y-хромосомную гаплогруппу I1a2-Z58. Наиболее серьезные концентрации R1a1a1b1a1-M458 и I1a2-Z58 наблюдаются в западной части славянского ареала.

## В составе Руси (под началом Москвы) и России
В 1362 году московский князь Дмитрий Донской присоединил владимирское княжество к своим владениям. Бывшая столица стала рядовым городом Московского государства, городом воспоминаний и святынь. В 1380 году владимирские рати приняли участие в Куликовской битве под началом московского князя Дмитрия. В 1382 году владимирская земля была опустошена войсками Тохтамыша. В XIV веке во Владимире находилась усадьба ордынского наместника (найдена в районе ул. Гагарина, д. № 2).
В 1445 году, сломив сопротивление московских ратей в битве под Суздалем казанские татары хана Улу-Мухаммеда принялись опустошать край. До взятия Казани, Владимир и Муром были частью окраинных территорий, известных как «Казанская украина».
3 декабря 1564 года Иван Грозный из Москвы отправился на богомолье. К 21 декабря царский кортеж прибыл в Троице-Сергиев монастырь, но после молитв и традиционной службы Иван IV отправился не в Москву, а в Александрову слободу. Уже к осени 1565 года в Александрову слободу сошлись все нити внутреннего управления. До 1581 года Александрова слобода являлась главным политическим и культурным центром Русского государства, центром опричнины. Здесь царь и его семья находились во время «моровой Язвы» — чумы, охватившей Москву в 1568 году. В 1569 году сюда из Москвы была перевезена первая в России типография первопечатника Ивана Фёдорова. В Александровской слободе в 1571 году проходил царский смотр невест. Со всей Руси сюда приехали две тысячи красавиц, из которых Иван Грозный выбрал себе в жёны Марфу Собакину.
В годы Смуты литовский авантюрист Лисовский поддержал Тушинского вора и сделал Суздаль в 1609—1610 годах своей резиденцией. В декабре 1615 году уже по заказу польского гетмана Ходкевича Лисовский вновь прошёлся по владимирской земле, описывая дугу вокруг Москвы.
В 1756 году во владимирском городе Гусь-Хрустальный было открыто предприятие по производству хрустальных изделий. В эпоху Екатерины II была создана Владимирская губерния, во главе которой стал Роман Воронцов.
В 1858 году на Владимирщине открылась телеграфная станция, оснащённая аппаратом Морзе. В 1861 году Владимир был соединён с Москвой железной дорогой, которая спустя год была продолжена до Нижнего Новгорода. В 1896 году в рабочем посёлке Кольчугино при медном заводе была создана первая опытная электростанция. В 1910 году открывается телефонная станция. В 1916 году в Коврове начато строительство завода по производству пулемётов.
8—10 июля 1918 года — Муромское восстание белогвардейцев, организованное «Союзом защиты Родины и Свободы».
В 1929 году Владимирский край вошёл в состав Ивановской промышленной области, с 1936 года в Ивановскую область.

## Образование Владимирской области
В 1944 году 14 августа из состава Ивановской области были выделены Костромская и Владимирская области.
В 1944 году началось областное радиовещание.
В 1952 году во Владимире появились троллейбусы.
23 июля 1961 года в городе Александрове начались массовые беспорядки — 1200 человек вышли на улицы города и двинулись к горотделу милиции на выручку двум задержанным милиционерами в нетрезвом виде солдатам. Милиция применила оружие, в результате чего 4 человека были убиты, 11 ранены, на скамье подсудимых оказалось 20 человек.
В 1989 году появилось областное телевидение.
После краха СССР в 1991 году на Владимирщине произошло возникновение и активизация преступных группировок (ОПГ), состоящих из «шестёрок», «смотрящих» и «серых кардиналов». Так, Гусь-Хрустальный был поделён между пятью бандами, которые собирали дань с предпринимателей, угрожая расправами и поджогами. При этом бандиты имели своих покровителей среди сотрудников милиции и местных депутатов.

В 1992 году во Владимире была зарегистрирована мусульманская община, состоящая из этнических татар.
В начале XXI веке во Владимирской области происходил процесс сокращения населения по причине низкой рождаемости